# Bösingen (bei Rottweil)

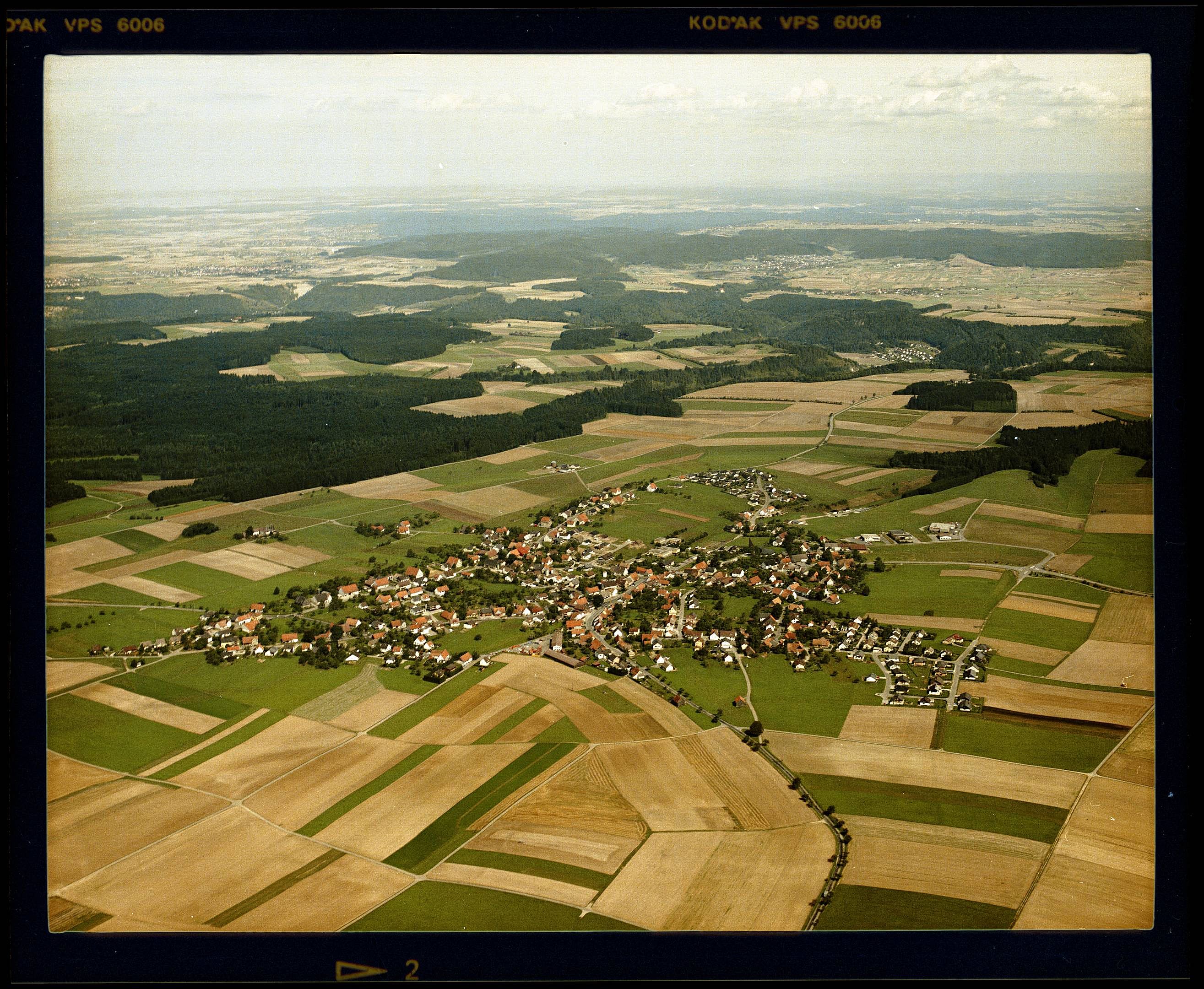
Luftbild von Bösingen (1983)

Bösingen ist eine Gemeinde im Landkreis Rottweil über dem oberen Neckar gelegen.

## Geographie

### Geographische Lage
Bösingen liegt zwischen Schwarzwald und Schwäbischer Alb westlich und oberhalb des Oberen Neckartals, im Dreieck der Städte Schramberg im Westen, Oberndorf am Neckar im Norden und Rottweil im Süden.

### Nachbargemeinden
Die Gemeinde grenzt im Süden an Villingendorf und die Rottweiler Exklave Hochwald, im Westen an Dunningen, im Norden an Schramberg und Oberndorf am Neckar und im Osten an Epfendorf.

### Gemeindegliederung
Zur Gemeinde Bösingen gehört die früher selbstständige Gemeinde Herrenzimmern.
- Zur Gemeinde Bösingen in den Grenzen vor der Gemeindereform der 1970er Jahre gehören das Dorf Bösingen, der Weiler Kasperleshof und die Höfe Herrenbühlhof und Waldhof.
- Zur früheren Gemeinde Herrenzimmern gehören das Dorf Herrenzimmern und das Gehöft Stittholzhof. Im Gemeindeteil Herrenzimmern liegen die Ruine der Burg Herrenzimmern[2] sowie der Burgstall Lußburg/Nußburg und die abgegangene Ortschaft Hinterhofen.[3]

### Schutzgebiete
Drei Landschaftsschutzgebiete befinden sich auf dem Gebiet der Gemeinde. Im Ostnordosten gehört der Anteil der Gemeinde am Taleinschnitt des Bendelbach, im Südosten der überwiegende Teil des Schlossbach-Taleinschnitts und das seines Zuflusses Weiherbach zum Landschaftsschutzgebiet Neckartal mit Seitentälern von Rottweil bis Aistaig. Westlich von Bösingen befinden sich die kleinen Landschaftsschutzgebiete Heckengelände im Gewand Zwirgel und Heckengelände zwischen Gewand Hub und Steigle.
Bösingen hat kleinere Anteile an zwei FFH-Gebieten, dem Neckartal zwischen Rottweil und Sulz im Osten und dem Gebiet Baar, Eschach und Südostschwarzwald im Nordwesten.

## Geschichte
Die heutige Gemeinde Bösingen wurde am 1. Oktober 1974 durch die Vereinigung der Gemeinden Bösingen und Herrenzimmern neu gebildet.

### Mittelalter und frühe Neuzeit
Im Hochmittelalter lag das Gebiet im Herzogtum Schwaben. Die Geschichte der Herrschaftsverhältnisse in den darauffolgenden Jahrhunderten ist sehr verwickelt. Grundherren waren verschiedene Klöster, darunter Kloster Petershausen, als auch Adelsfamilien wie etwa die Herren von Zimmern. Im 18. Jahrhundert waren allein in Bösingen mehr als zwanzig verschiedene Grundherren vertreten. Die Orte Bösingen und Herrenzimmern gehörten bis zum Reichsdeputationshauptschluss 1803 zum Territorium der Reichsstadt Rottweil und fielen im Vorgriff auf den Beschluss bereits am 8. September 1802 an Württemberg.

### Württembergische Zeit
Mit der Umsetzung der neuen Verwaltungsgliederung im 1806 gegründeten Königreich Württemberg wurden die Orte dem Oberamt Rottweil zugeordnet. Bei der Kreisreform während der NS-Zeit in Württemberg gelangten die beiden Gemeinden 1938 zum Landkreis Rottweil. 1945 wurde das Gebiet Teil der Französischen Besatzungszone und kam somit zum Nachkriegsland Württemberg-Hohenzollern, welches 1952 im Land Baden-Württemberg aufging.

## Politik

### Gemeinderat
In Bösingen wird der Gemeinderat nach dem Verfahren der unechten Teilortswahl gewählt. Dabei kann sich die Zahl der Gemeinderäte, die regulär bei 14 liegt, durch Überhangmandate erhöhen. Der Gemeinderat besteht aus den 15 gewählten ehrenamtlichen Gemeinderäten und dem Bürgermeister als Vorsitzendem. Der Bürgermeister ist im Gemeinderat stimmberechtigt.
Die Kommunalwahl am 9. Juni 2024 führte zu folgendem Endergebnis.  Die Wahlbeteiligung lag bei 70,62 %. 
| Partei                                | Stimmen | Sitze |
| Aktionskreis Freie Bürger (AFB)       | 54,78 % | 8     |
| Aktionskreis Unabhängige Bürger (AUB) | 43,08 % | 7     |
| Wählervereinigung Frische Brise (WFB) | 2,14 %  | –     |

### Bürgermeister
Bürgermeister ist seit Januar 2023 Peter Schuster (parteilos). Er wurde im zweiten Wahlgang am 6. November 2022 mit 52,1 Prozent der Stimmen gewählt. Er folgte Johannes Blepp (CDU) nach, der von 2014 bis 2022 amtierte und seine Kandidatur bei der Bürgermeisterwahl 2022 nach dem ersten Wahlgang zurückzog.

## Kultur und Sehenswürdigkeiten

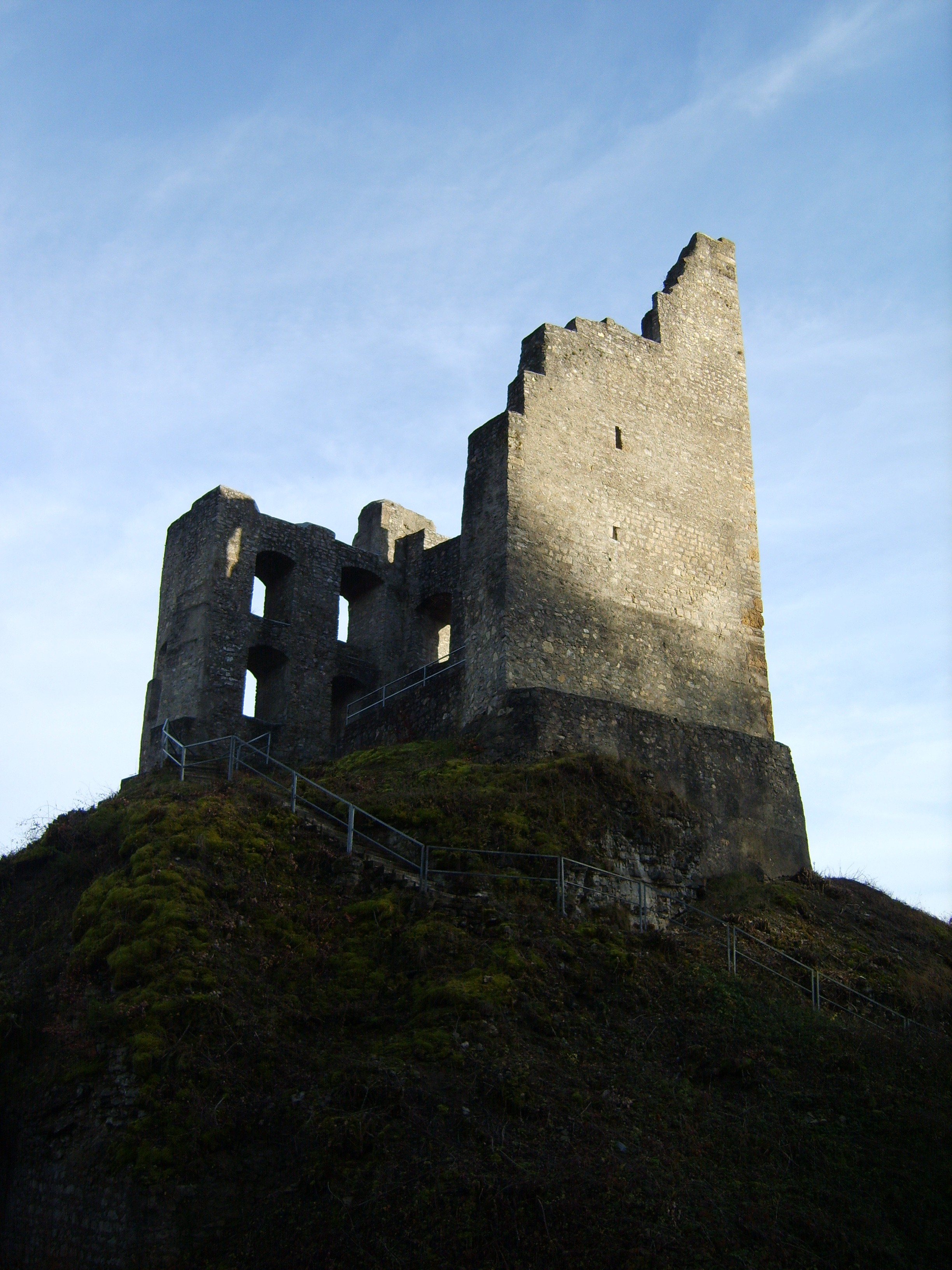
Ruine Herrenzimmern

### Museen
- Bauernmuseum in Bösingen

### Bauwerke
Die Ruine Herrenzimmern im Ortsteil Herrenzimmern liegt über dem oberen Neckartal. Auf der Gemarkung liegen auch der Burgstall Nussburg und die Ältere Burg Herrenzimmern.

### Regelmäßige Veranstaltungen
- Schwäbisch-alemannische Fastnacht
- Großes Dorffest (jährlich, abwechselnd in Bösingen und Herrenzimmern)

## Wirtschaft und Infrastruktur

### Verkehr
Die Autobahn A 81 verbindet Bösingen im Norden mit der Landeshauptstadt Stuttgart und im Süden mit dem Bodenseegebiet und der Schweiz. Die Ausfahrt Oberndorf am Neckar liegt auf halber Strecke zwischen Stuttgart und Bodensee. Beide Ziele sind innerhalb von 45 Minuten erreichbar. Die Bahnlinie Stuttgart – Zürich – Mailand führt direkt durch das nahe gelegene Rottweil. Es gibt von dort aus stündliche Verbindungen nach Stuttgart oder Singen.
Das Ultraleichtfluggelände Bösingen liegt etwa 2 km südwestlich der Ortsmitte.

### Ansässige Betriebe
- Tief- und Straßenbau Gebrüder Bantle GmbH & Co. KG
- Bösinger Fleischwaren GmbH

## Persönlichkeiten
- Joshua Kimmich (* 1995), Fußballspieler, begann seine Laufbahn beim VfB Bösingen
- Maximiliane Rall (* 1993), Fußballspielerin[10]
- Natalie Hezel (* 1993), ehem. Fußballspielerin
- Pius Jauch (* 1983), Dichter, Komponist, Sänger und Schauspieler
- Herrmann Bantle (* 1928), Unternehmer Gebrüder Bantle GmbH & Co KG[11]
- Harry Bodmer (aus dem Teilort Herrenzimmern), Einer-Kunstradfahren, Deutscher Meister 1985, 1987, 1990. Weltmeister 1988, 1989, 1991, 1992.